# Wassili Nasarowitsch Karasin

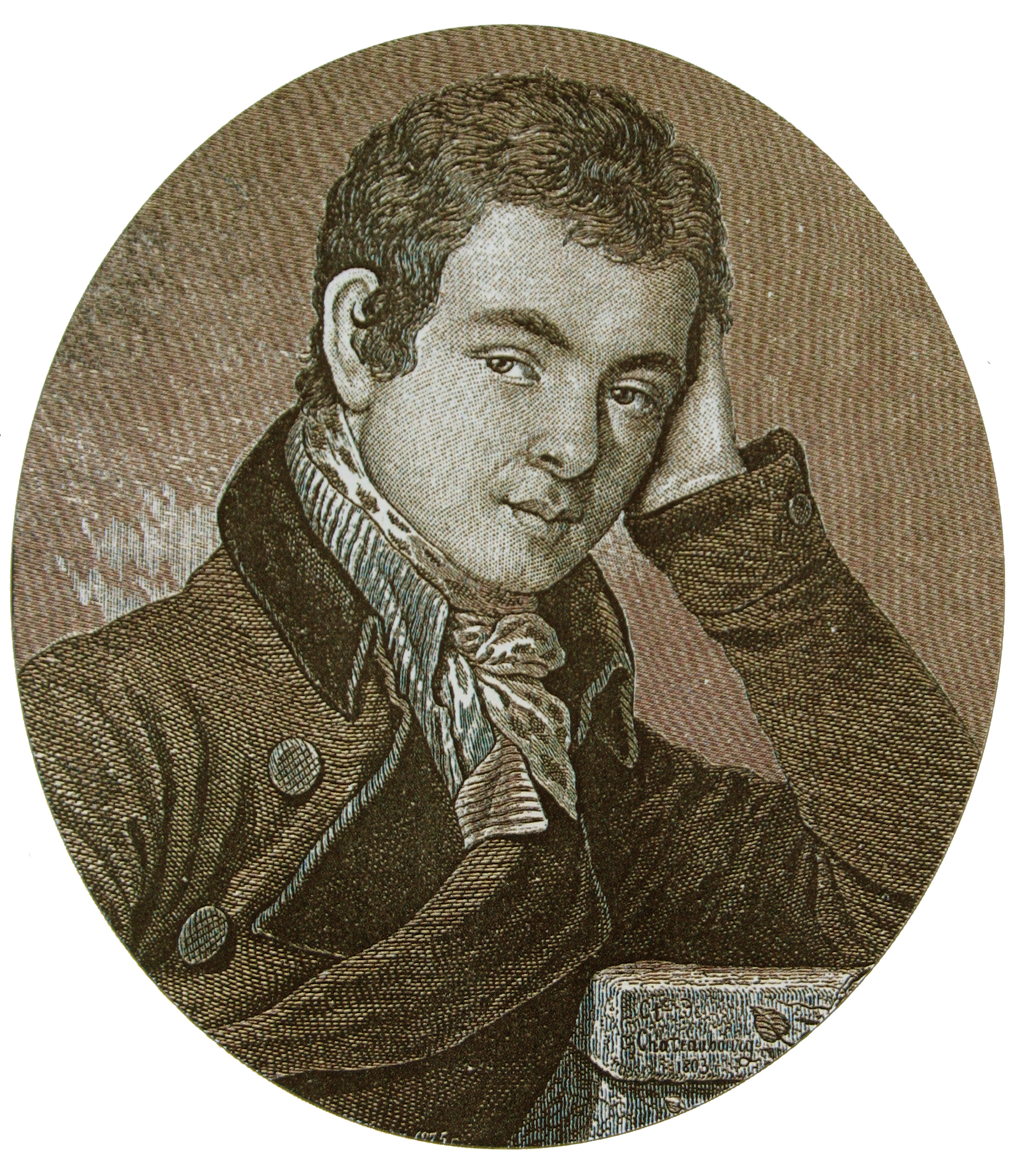
Wassili Karasin

Wassili Nasarowitsch Karasin (* 30. Januarjul. / 10. Februar 1773greg. in Krutschik, Gouvernement Sloboda-Ukraine, Russisches Kaiserreich; † 4. Novemberjul. / 16. November 1842greg. in Nikolajew, Gouvernement Cherson, Russisches Kaiserreich) war ein russischer Staatsmann, Schriftsteller, Erfinder, Pädagoge und Aufklärer aus dem Gebiet der Sloboda-Ukraine. Er war der Gründer des russischen Bildungsministeriums sowie der Universität Charkow, die seit 1999 seinen Namen trägt.

## Leben
Wassili Karasin kam in Krutschik in der heutigen ukrainischen Oblast Charkiw als Kind eines griechischstämmigen, adeligen Vaters und einer von ukrainischen Kosaken abstammenden Mutter zur Welt. Nachdem er in Charkow und Krementschuk seine Schulbildung abgeschlossen hatte, ging er nach Sankt Petersburg zur Militärschule. Dieser entzog er sich allerdings 1798, um sich im Ausland fortzubilden. Er wurde jedoch beim Grenzübertritt in der Nähe von Kowno verhaftet und später, nach einer Audienz beim russischen Kaiser Paul I. von diesem begnadigt.
Nach dem Regierungsantritt von Kaiser Alexander I. 1801 begann er Reformen anzustoßen. So wurde er einer der Initiatoren des ersten Ministeriums für Bildung in Europa, und aufgrund seiner Initiative kam es 1803 zur Gründung der Universität von Charkow. Das Geld für die Eröffnung der Universität haben die Kaufleute wie Egor Urjupin, Stepan Kurdjumow und Artjom Karpow gegeben. 1819/20 war Karasin Vizepräsident der Freien Gesellschaft für Liebhaber der russischen Literatur sowie Herausgeber der Zeitschrift „Der Wettkämpfer der Aufklärung und Armenpflege“ (im Original: „Соревнователь просвещения и благотворения“). 
Seine erste Frau Domna Iwanowa starb im Jahr 1796. Von seiner zweiten Ehefrau Alexandra Wassiljewna Karasina (Muchina; geb. von Blankennagel) hatte Karasin acht Kinder. Karasina stammte aus Anaschkino bei Moskau und gehörte zum deutsch-russischen Adel. Sie gilt als die erste Übersetzerin der Schriften von Jean de La Fontaine ins Russische.
Wassili Karasin nahm in der Ukraine eine herausragende Rolle bei der Verbreitung fortschrittlicher Ideen ein und leistete in verschiedenen Wissensgebieten grundlegende Arbeiten. Insbesondere waren seine Entdeckungen und Erfindungen auf dem Gebiet der Lebensmittelindustrie, der Meteorologie und der Chemie von Bedeutung.
Der Asteroid (6547) Vasilkarazin wurde am 7. April 2005 nach ihm benannt.

## Werke
Karasin gilt als Verfasser von ca. 60 Werke, die auf Russisch veröffentlicht sind. Die wichtigsten Beiträge Karasins betreffen das Forschungsfeld der Meteorologie.